# Małgorzata Sobczak-Filipiak
Małgorzata Sobczak-Filipiak – polska lekarka weterynarii, doktor habilitowany nauk rolniczych, adiunkt w Szkole Głównej Gospodarstwa Wiejskiego w Warszawie.

## Kariera naukowa
W 1995 roku uzyskała tytuł lekarza weterynarii, który nadany został przez Wydział Medycyny Weterynaryjnej Szkoły Głównej Gospodarstwa Wiejskiego w Warszawie. W 1999 roku na tym samym wydziale, uzyskała stopień doktora nauk weterynaryjnych na podstawie rozprawy pt. Nowotwory gruczołu mlekowego psów ze szczególnym uwzględnieniem patomorfologii podścieliska, której promotorem była Elżbieta Malicka.
W 2019 roku uzyskała w Szkole Głównej Gospodarstwa Wiejskiego w Warszawie stopień doktora habilitowanego nauk rolniczych w dyscyplinie weterynarii na podstawie pracy pt. Immunohistochemiczna ocena ekspresji wybranych markerów o potencjalnym znaczeniu terapeutycznym i rokowniczym w chłoniakach u psów.
W 1999 roku została zatrudniona w Szkole Głównej Gospodarstwa Wiejskiego w Warszawie.